# Ron DeSantis
Ronald Dion „Ron“ DeSantis (* 14. září 1978 Jacksonville) je americký politik za Republikánskou stranu, který je od 8. ledna 2019 guvernérem Floridy. Předtím byl od roku 2013 do roku 2018 jedním z kongresmanů Sněmovny reprezentantů Spojených států amerických za Floridu.

## Vzdělání a vojenská služba
Civilním vzděláním je právník, přičemž titul doktora práv získal v roce 2005 na Harvardově univerzitě, když předtím získal v roce 2001 bakalářský titul studiem historie na Yaleově univerzitě.
V letech 2004–2010 byl přitom příslušníkem Námořnictva Spojených států amerických, kde sloužil v právním odboru a dosáhl hodnosti odpovídající kapitánovi. V rámci služby se účastnil v letech 2007–2008 války v Iráku, kde působil ve Fallúdže.

## Politické působení

### Člen Kongresu USA (2012–2018)
V roce 2012 porazil dalších šest kandidátů v republikánských primárkách pro kandidaturu do Kongresu USA ve volebním okrsku kolem města Daytona Beach na Floridě. Následně porazil protikandidáta Demokratické strany a byl zvolen. Svůj mandát obhájil i ve volbách 2014 a 2016.
V roce 2016 oznámil, že bude kandidovat do Senátu USA za stát Florida. Ucházel se tím o místo svého spolustraníka Marca Rubia, který v té době kandidoval na prezidenta USA. DeSantise v této kandidatuře podporovala fiskálně konzervativní organizace Club for Growth. Avšak poté, co Rubio odstoupil z prezidentských voleb a oznámil, že bude obhajovat svůj senátorský mandát, se DeSantis rozhodl odstoupit.
Během svého působení v Kongresu USA například podepsal závazek „No Climate Tax Pledge“, ve kterém slíbil, že nebude hlasovat pro žádný právní předpis, který by zvýšil daně v důsledku opatření proti klimatické krizi. Dále se stavěl proti trvání opatření zvyšujících dostupnost zdravotní péče, tzv. Obamacare, a propagoval přísnější opatření v oblasti migrace. DeSantis byl také hlasitým odpůrcem regulace držení palných zbraní, za což obdržel známku A+ od Národní asociace držitelů zbraní. Naopak nezisková organizace Human Rights Campaign mu udělila nejhorší hodnocení v oblasti prosazování práv LGBT.
V roce 2015 v Kongresu spolu s dalšími spolustraníky založil nový republikánský klub Freedom Caucus, který je považován za jeden z nejvíce pravicových a konzervativních. Klub později například podporoval tehdejšího prezidenta Donalda Trumpa. Například v roce 2017 DeSantis předložil návrh předpisu, který by ukončil financování Muellerova vyšetřování prezidenta Trumpa.

### Guvernér Floridy (od roku 2018)

#### Volby
V roce 2018 se rozhodl kandidovat na post guvernéra Floridy. 
Při kandidatuře sliboval prosazovat zákon, který by umožnil občanům Floridy viditelně nosit na veřejnosti palné zbraně. Dále se zavázal, že zastaví další znečišťování jezera Okeechobee. Rovněž, že prosadí změny procedur, aby došlo ke ztížení schvalování zvyšování daní.
Ve volbách v roce 2018 se o úřad floridského guvernéra utkal s demokratickým kandidátem Andrewem Gillumem, kterého porazil v poměru 49,59 % ku 49,19 %. V úřadě vystřídal republikánského guvernéra Ricka Scotta, který po odsloužení dvou volebních období již nesměl kandidovat.
V roce 2022 DeSantis prohlásil, že svůj mandát bude v následujících volbách obhajovat. Jeho vyzyvatelem byl demokrat, a bývalý guvernér Floridy, Charlie Crist. V listopadu 2022 se vítězem stal znovu DeSantis s výsledkem 59,4 % proti 40 % Crista.

#### Covid-19
V době výkonu jeho mandátu (v letech 2020 až 2022) propukla pandemie covidu-19. DeSantis se v otázce očkování vyjádřil tak, že ho podporuje, ale není pro uložení povinnosti. Sám očkování proti covidu-19 podstoupil. V červnu 2020 uvolnil a posléze i zcela zrušil zákazy shromažďování v uzavřených prostorech. Postavil se také proti povinnému nošení roušek. Nicméně tato opatření vedla k nové vlně šíření nákazy na Floridě a již na konci června byl DeSantis nucen znovu zavést některá z omezujících opatření. Ta byla ale opět zrušena v září 2020. DeSantis se také postavil proti uzavření škol a v říjnu 2020 nechal otevřít všechny veřejné základní školy.
V roce 2021 měl dle průzkumů DeSantis nadpoloviční podporu občanů Floridy vůči svým krokům řešení pandemie. Nicméně již v únoru administrativa prezidenta Joe Bidena navrhla omezit vnitrozemské cestování do státu Florida, což DeSantis hlasitě kritizoval. Na začátku roku 2021 byl také obviňován, že při distribuci vakcín jsou diskriminovány části státu, ve kterých žijí voliči Demokratů a rasové menšiny. V dubnu 2021 byla Florida na 27. místě z 50 států USA co do počtu nakažených i úmrtí v souvislosti s nákazou. V téže době DeSantis také zakázal, aby podniky či veřejné instituce vyžadovaly po občanech prokázání o očkování. Školám také zakázal, aby nařizovaly dětem nosit při vyučování roušky. V důsledku toho všeho se Florida v srpnu 2021 stala státem s nejvyšším počtem nových případů nakažených i hospitalizovaných. Za to si DeSantis vysloužil další kritiku prezidenta Bidena.
Roku 2022 se DeSantis postavil proti povinnému očkování dětí do pěti let věku. Florida tím byla jediným státem, který odmítl objednat vakcínu pro tuto věkovou kategorii. V lednu 2023 vydal definitivní zákaz vymáhání veškerých opatření proti šíření nákazy.

#### Školství
V červnu 2021 se pokusil prosadit zákaz výuky kritické rasové teorie na floridských veřejných školách. Výuku této teorie popsal jako: „učení dětí nenávidět svou zemi“. Floridský výbor pro vzdělávání tento návrh podpořil. V prosinci 2021 DeSantis předložil nový zákon Stop W.O.K.E Act, který umožňuje rodičům žáků žalovat školy, pokud budou učitelé vyučovat kritickou rasovou teorii. Zákonem chce bojovat proti údajné „woke indoktrinaci dětí“. Zákon také v praxi vede k cenzuře katalogu školských knihoven. Proti zákonu se postavil federální soudce Mark E. Walker, podle kterého tento zákon omezuje ústavní právo na svobodu slova a vyznání.
V létě 2021 prosadil zákon, který zakazuje transgender dívkám a ženám soutěžit v dívčích sportovních soutěžích na základních a středních školách na Floridě. V únoru 2022 podpořil zákon Florida Parental Rights in Education Act, který zakazuje jakékoliv diskuse a zmínky o sexuální orientaci a genderové identitě ve floridských mateřských školách a na prvním stupni základních škol. Zákon byl schválen v červenci 2022. V dubnu 2023 byl zákaz rozšířen i na další ročníky základních škol a na střední školy.

#### Potraty
Poté, co v roce 2022 Nejvyšší soud USA zvrátil rozsudek Roe vs. Wade, začal DeSantis aktivně prosazovat opatření proti interrupcím. Již v dubnu 2022 navrhl změnu zákona, kterou snižoval hranici pro provedení interrupce na žádost těhotné osoby na 15 týdnů z předešlých 24. Později mohly interrupci podstoupit jen ženy s vysokým zdravotním rizikem pro ně nebo pro plod. Proti zákonu se ovšem postavil státní soud, přičemž DeSantis zákon stejně uvedl v účinnost. Následně byl zákon napaden u Nejvyššího soudu Floridy, který by se jím měl zabývat v roce 2023. 
V březnu 2023 DeSantis předložil nový zákon, který zakazuje provedení interrupce již po šestém týdnu těhotenství. Výjimkou je možnost podstoupení interrupce kvůli otěhotnění při znásilnění nebo incestu, ale pouze do 15. týdne těhotenství. Zákon byl schválen v dubnu 2023. Za porušení zákona podle něj hrozí lékařům a dalším osobám provádějících interrupci pět let vězení. Účinnost zákona je ale pozastavena do výše zmíněného vynesení rozsudku Nejvyššího soudu Floridy.

#### Regulace zbraní a podpora policie
Po únorové tragické střelbě na Stoneman Douglas High School v Parklandu roku 2018 vyjádřil DeSantis podporu návrhu, aby došlo k najímání bývalých policistů a válečných veteránů coby ozbrojené ochranky škol. Postavil se rovněž proti jakékoliv přísnější regulaci držení zbraní na Floridě.
V listopadu 2020 představil návrh zákona, který by občanům Floridy a současně držitelům palných zbraní umožnil použít smrtící sílu proti osobám, u kterých se domnívají, že se dopouští rabování. Následně schválil zákon, který občanům Floridy umožní nosit skryté zbraně bez povolení.
DeSantis se také postavil proti hnutí Defund the police a naopak představil kroky k navýšení rozpočtů policie. V září 2021 schválil zavedení náborového příspěvku pro nové policisty ve výši 5 000 dolarů. V květnu 2021 schválil jednorázový příspěvek pro policisty a hasiče ve výši 1 000 dolarů.

### Kandidatura na prezidenta USA (2023–2024)
V únoru 2023 vyšla jeho biografie The Courage to Be Free, se kterou se vydal na turné. Podle komentátorů šlo o přípravu na prezidentskou kampaň.
Před americkými prezidentskými volbami v roce 2024 se o něm hovořilo jako o možném favoritovi voleb, a to i dokonce v porovnání s Donaldem Trumpem. DeSantis ale s oznámením kandidatury otálel, oficiálně dokumenty potřebné ke kandidatuře podal 24. května 2023 a kandidaturu oficiálně vyhlásil krátce poté.
V březnu 2023 podobně jako Trump uvedl, že obrana Ukrajiny není životně důležitým národním zájmem USA. Podepsal také zákon zakazující ve státě Florida provedení interrupce po šestém týdnu těhotenství. V téže době podepsal zákon zakazující poskytovat nezletilým hormonální terapii nebo léky na „zablokování“ puberty. Opatření zároveň komplikuje přístup k tomuto druhu péče dospělým.
Ke konci června 2023 Super-PAC na podporu DeSantisovy kandidatury, nazvaný Never Back Down, vykázal dary v hodnotě 100 milionů dolarů. Mezi největší sponzory patřil Robert Bigelow, hoteliér a zakladatel Bigelow Aerospace, který do té doby daroval 20 milionů dolarů. Bigelow patřil i mezi DeSantisovy podporovatele v době jeho kandidatury na guvernéra Floridy. Mezi další podporovatele patřili majitel chemičky Stefan Brodie (daroval 2 miliony dolarů), miliardář a investor Douglas Leone (daroval 2 miliony dolarů) nebo realitní developer Jay Odom (daroval 400 tisíc dolarů).
Prezidentskou kampaň nakonec ukončil 21. ledna 2024 po prvních neúspěších v republikánských primárkách, přičemž v rámci primárních voleb se rozhodl podpořit Donalda Trumpa. Toho podpořil navzdory dřívějším vzájemným neshodám s odůvodněním, že Trump je lepší než Joe Biden.

## Soukromý život
Ron DeSantis je od roku 2010 ženatý, s manželkou Casey mají tři děti.